# Urophyllum curtisii
Urophyllum curtisii là một loài thực vật có hoa trong họ Thiến thảo. Loài này được King ex M.R.Hend. miêu tả khoa học đầu tiên năm 1928.